# Фінляндія на Європейських іграх 2015
Фінляндія на перших Європейських іграх у Баку була представлена 96 атлетами.

## Медалісти
| Медаль | Спортсмен        | Спорт    | Дисципліна      |
| ------ | ---------------- | -------- | --------------- |
| Бронза | Марко Кемппайнен | Стрільба | Скіт (чоловіки) |